# روفو سانچز
روفو سانچز (انگلیسی: Rufo Sánchez؛ زادهٔ ۲۷ دسامبر ۱۹۸۶) بازیکن فوتبال اهل اسپانیا است.
از باشگاه‌هایی که در آن بازی کرده‌است می‌توان به باشگاه فوتبال گلوبال سبو اشاره کرد.